# Carrier Air Wing Three
Das Carrier Air Wing Three (CVW-3) wurde am 1. Juli 1938 ins Leben gerufen. Es ist eines der beiden ältesten und am längsten bestehenden Geschwader der United States Navy und derzeit (Juni 2024) dem Flugzeugträger Dwight D. Eisenhower zugewiesen.

## Geschichte

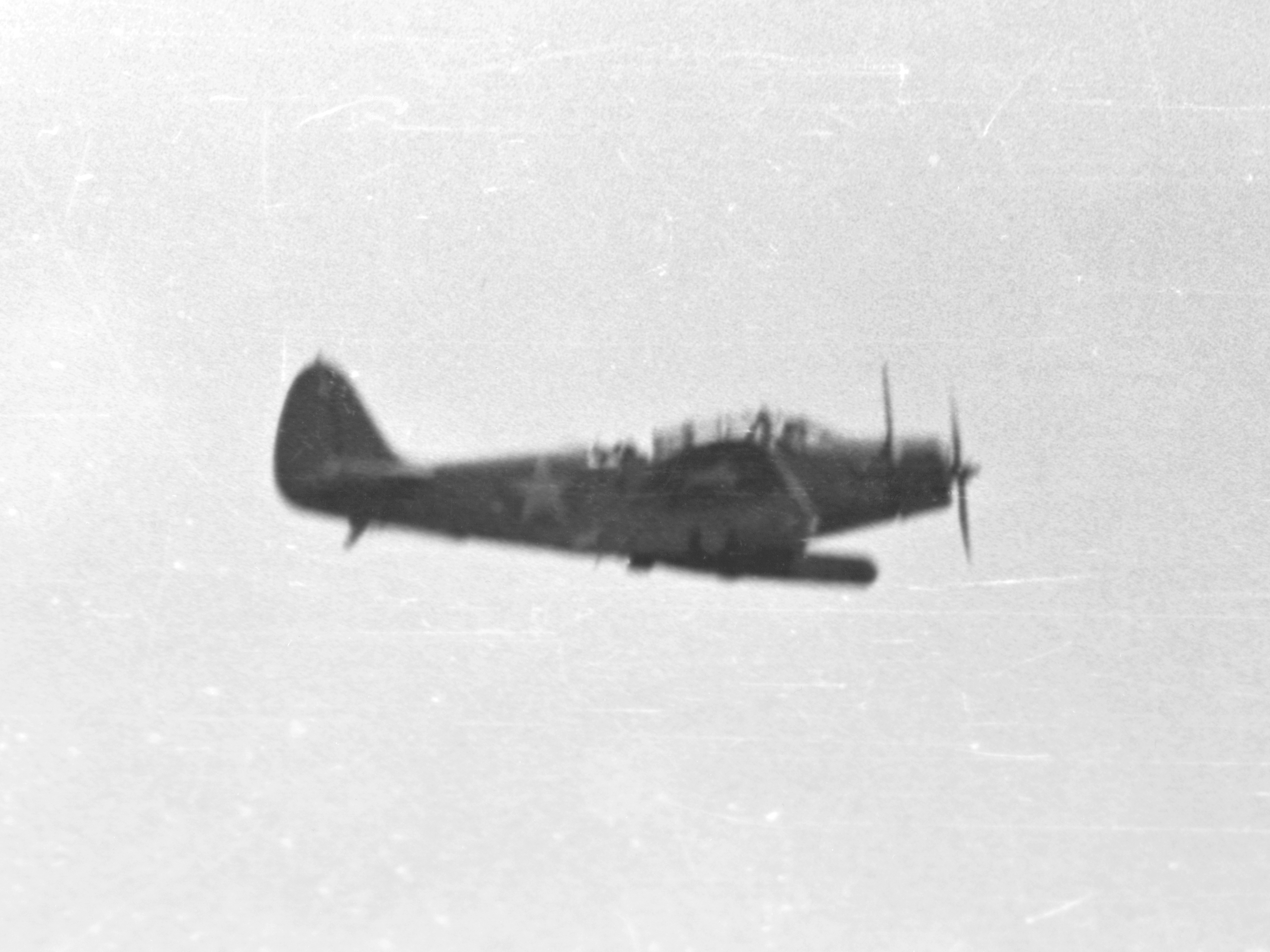
Eine TBD-1 Devastator der Staffel VT-3 in der Schlacht um Midway

### Zweiter Weltkrieg
Carrier Air Wing Three (CVW-3) wurde am 1. Juli 1938 als Saratoga Air Group des Flugzeugträgers Saratoga aufgestellt. Die Saratoga war der Pazifikflotte zugeteilt und befand sich am 7. Dezember 1941 auf dem Weg vom Puget Sound (Washington) nach San Diego (Kalifornien), wo auch das Trägergeschwader stationiert war. Schon am 11. Januar 1942 jedoch wurde die Saratoga von einem japanischen U-Boot 500 Seemeilen südwestlich von Oʻahu torpediert. Danach verblieb das Trägergeschwader auf Hawaii, während der Träger zur Reparatur nach Puget Sound fuhr. Das Geschwader stand deshalb Ende Mai 1942 bereit, um auf der Yorktown eingesetzt zu werden, deren Trägergeschwader in der Schlacht im Korallenmeer große Verluste hinnehmen musste. Am 4. Juni 1942 konnten die Flugzeuge des Geschwaders in der Schlacht um Midway den japanischen Flugzeugträger Sōryū versenken. Nachdem die Yorktown schwer beschädigt worden war, flogen die Flugzeuge des Geschwaders weiter von der Enterprise aus und waren an der Versenkung des Flugzeugträgers Hiryū am gleichen Tag und des schweren Kreuzers Mikuma am 6. Juni 1942 beteiligt. Das Geschwader hatte bei Midway teils starke Verluste hinnehmen müssen, so verlor die Torpedostaffel VT-3 zehn der zwölf eingesetzten Douglas TBD-1 Devastator.
Im August und September 1942 nahm das Geschwader wieder an Bord der Saratoga an der Invasion der Salmonen-Insel Guadalcanal teil. Am 23. August 1942 konnten die Flugzeuge des Geschwaders in der Schlacht bei den Ost-Salomonen den leichten japanischen Flugzeugträger Ryūjō versenken. Am folgenden Tag jedoch wurde die Saratoga abermals von einem japanischen U-Boot torpediert und musste in die USA zur Reparatur. Die Staffeln des Geschwaders wurden deshalb im September von Henderson Field auf Guadalcanal eingesetzt.
Am 25. September 1943 wurde das Geschwader offiziell in Carrier Air Group Three (CVG-3) umbenannt. 1944/45 nahm es an Bord des neuen Flugzeugträgers Yorktown an den Schlachten um die Philippinen und um Iwojima teil.

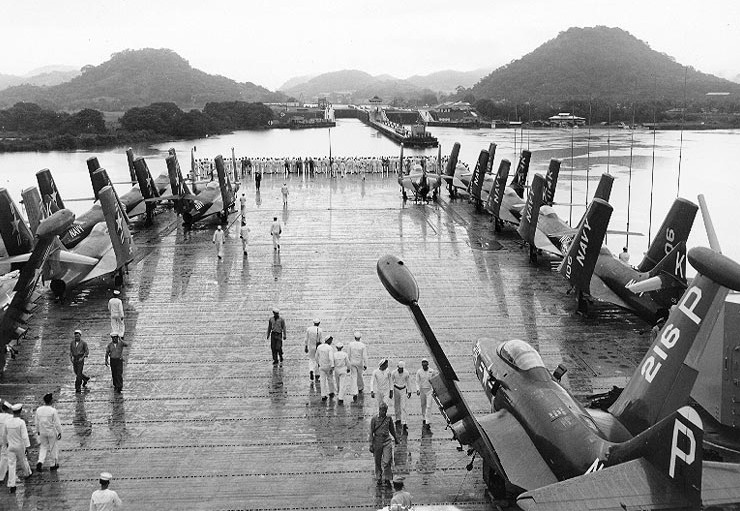
CVG-3 1954 an Bord der Tarawa

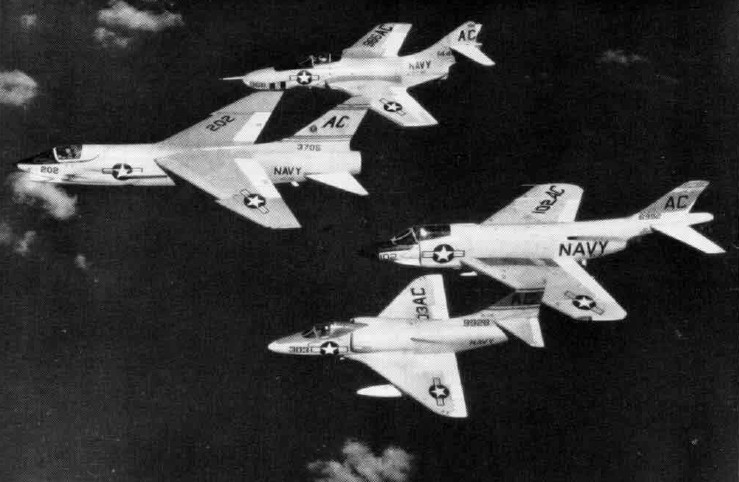
Vier Flugzeuge des CVG-3 1958 bei der ersten Einsatzfahrt auf der Saratoga

### Koreakrieg
Zwischen Juni 1947 und August 1950 machte CVG-3 drei Einsatzfahrten in den Atlantik und das Mittelmeer, zwei mit dem Flugzeugträger Kearsarge und eine mit der Leyte. Im September 1950 wurde das Geschwader auf der Leyte in den Pazifik verlegt, um von Oktober 1950 bis Januar 1951 im Koreakrieg eingesetzt zu werden. 1951 und 1952 folgten wieder Einsatzfahrten auf der Leyte ins Mittelmeer. Von November 1953 bis September 1954 umrundete CVG-3 auf der Tarawa die Erde. Von Norfolk (Virginia) ging die Reise ostwärts, durch den Sueskanal und den Panamakanal bis zurück nach Norfolk. 1955/56 war das Geschwader auf der Ticonderoga abermals im Mittelmeer eingesetzt.

### Vietnam
Im Februar 1958 wurde CVG-3 dem neuen Flugzeugträger Saratoga zugeteilt. Während der Kubakrise 1962 war das Geschwader auf Basen in Florida stationiert. Am 20. Dezember 1963 wurde CVG-3 in Carrier Air Wing Three (CVW-3) umbenannt. Bis zum August 1980 blieb das Geschwader auf der Saratoga stationiert und machte 16 Einsatzfahrten ins Mittelmeer und, vom April 1972 bis zum Februar 1973, eine nach Vietnam.

### Die 80er

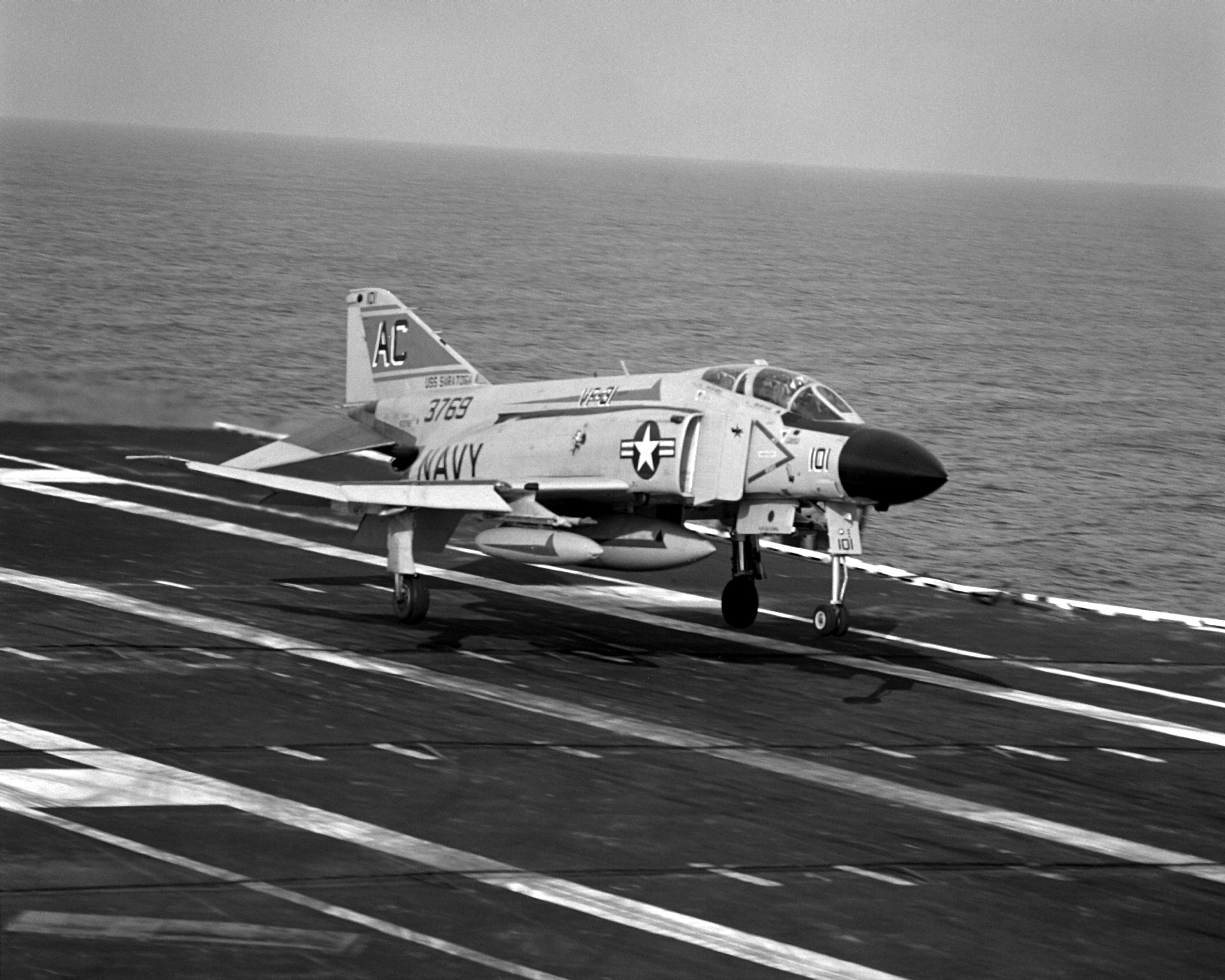
Eine F-4J der Staffel VF-31 landet 1980 auf der USS Saratoga

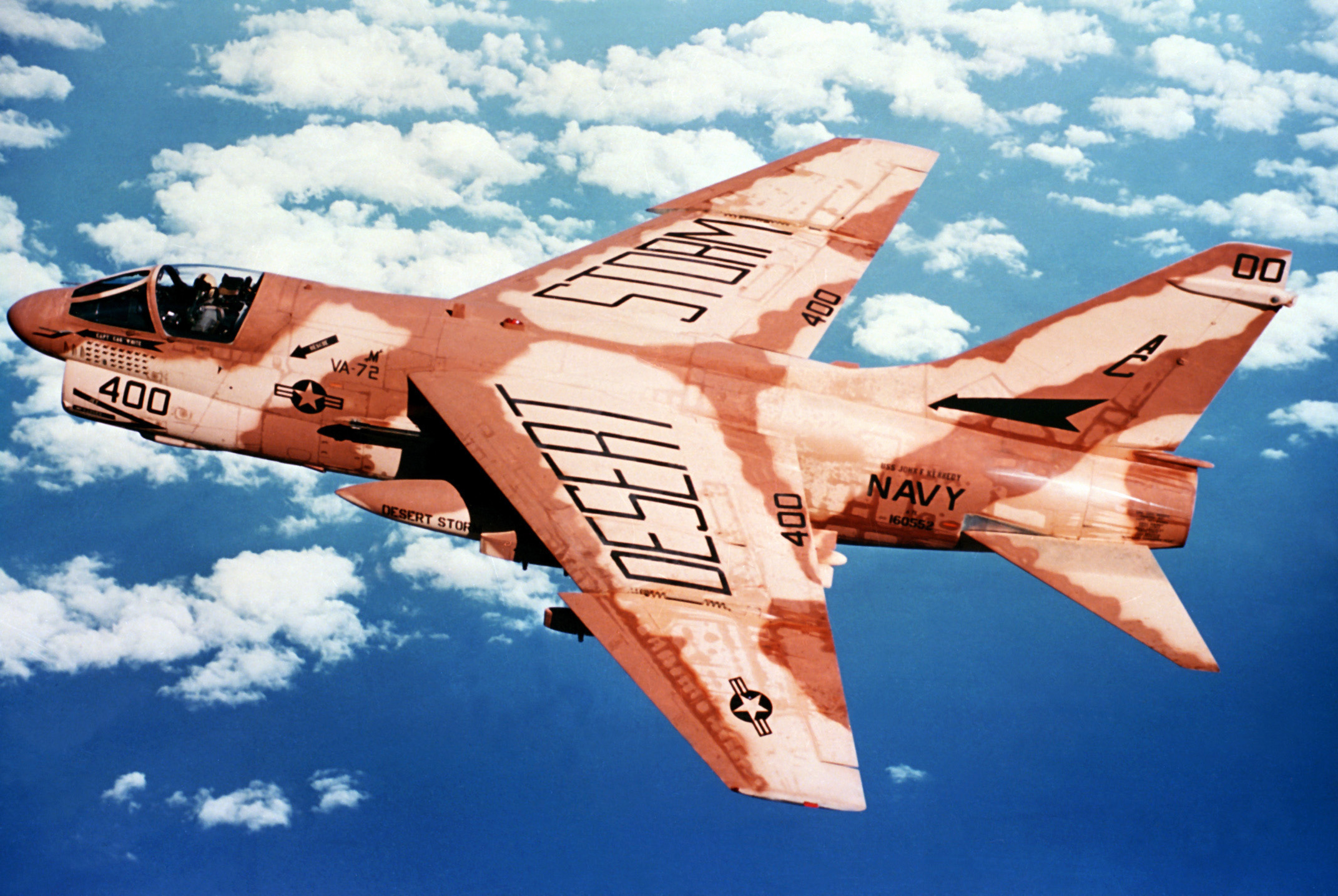
A-7E als CAG Bird der Staffel VA-72 im Jahr 1991

Von 1982 bis 1993 war CVW-3 auf dem Flugzeugträger John F. Kennedy stationiert und machte acht Einsatzfahrten ins Mittelmeer und in den Indischen Ozean. Während der Einsatzfahrt 1988/89 schossen zwei F-14A Tomcat der Jagdstaffel VF-32 Swordsmen am 4. Januar 1989 zwei libysche MiG-23 Flogger ab.

### Die 90er
Im August 1990 stach die John F. Kennedy mit CVW-3 in See um ins Rote Meer zu verlegen und nahm dabei an der Operation Desert Shield teil. Die Angriffe der Koalitions-Streitkräfte begannen am 17. Januar 1991. Dabei war das Geschwader das erste, das aktiv am Golfkrieg teilnahm und flog auch die ersten Angriffe auf Bagdad. Während dieser Zeit flog das CVW-3 rund 2900 Einsätze und warf über 1.900 Tonnen Kampfmittel in den umkämpften Gebieten ab.
Vom Oktober 1992 bis April 1993 verlegte John F. Kennedy ins Mittelmeer. Dabei flog das Geschwader Überwachungsflüge über Bosnien und Herzegowina.
1994 erfolgte ein Stationierung auf der Dwight D. Eisenhower im Mittelmeer. Auch hier wurden wieder Überwachungsflüge über Bosnien und Herzegowina geflogen. Mit der Dwight D. Eisenhower nahm das Geschwader an der Operation Southern Watch teil.
Im März 1996 stieß die Staffel VMFA-312 Checkerboards zum Geschwader. Sie ersetzte die zweite Jagdstaffel mit F-14 Tomcat und war somit die dritte F/A-18 Hornet-Staffel. Das Geschwader wurde im selben Jahr auf der Theodore Roosevelt stationiert. Während dieser Überseestationierung nahm der Verband an den Operationen Deliberate Guard und Southern Watch teil.

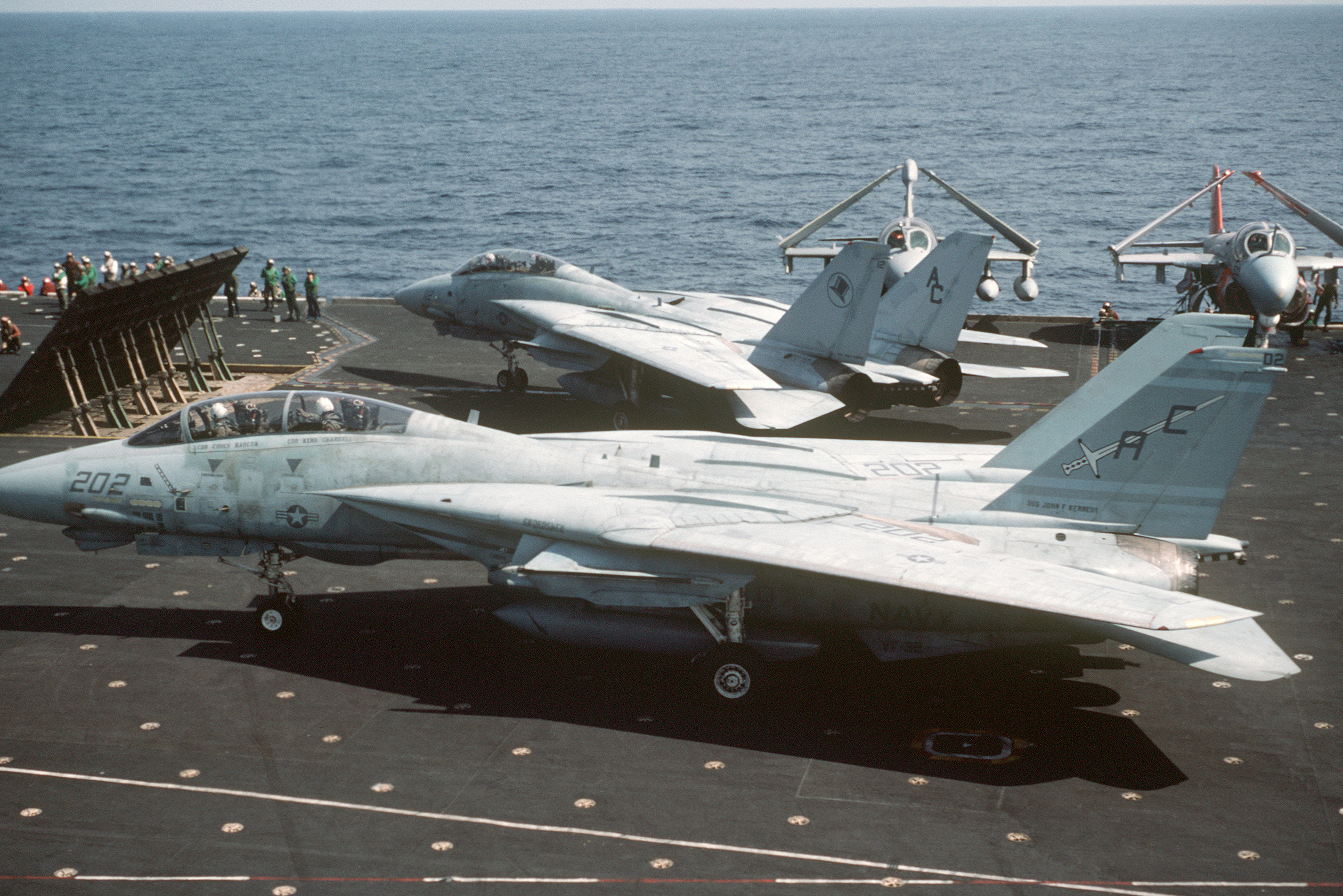
F-14A der Staffeln VF-32 und VF-14 des CVW-3 1986 an Bord der John F. Kennedy

Im Jahr 1998/99 verlegte CVW-3 auf die Enterprise zu einer Einsatzfahrt ins Mittelmeer, den Indischen Ozean und den Persischen Golf. Hierbei feuerte das Geschwader die ersten Raketen und Bomben der Operation Desert Fox ab, die die Zerstörung von Zielen im Süd-Irak zur Folge hatte.

### Ab 2000
Seit November 2000 ist CVW-3 auf dem Flugzeugträger Harry S. Truman stationiert. Während der ersten Einsatzfahrt in den Indischen Ozean flog das Geschwader so genannte „Response Option“-Einsätze (Angriff im Falle des Versagens der Diplomatie). Dies waren die schwersten Angriffe auf den Irak seit der Operation Desert Fox, um die Gesamtoperation Southern Watch zu unterstützen. Zwischen 2002 und 2010 folgten fünf weitere Einsatzfahrten auf der Harry S. Truman in das Mittelmeer und den Indischen Ozean. Am 22. Juli 2013 begann der Träger mit CVW-3 an Bord eine weitere Einsatzfahrt.

## Zusammensetzung heute
Seit 1945 gibt es bei der U.S. Navy ein festes System zur Identifizierung von Geschwadern oder Staffeln (Visual Identification System for Naval Aircraft). Anfänglich bestand dies aus geometrischen Mustern auf dem Heckleitwerk. Da diese jedoch schwer zu merken oder zu beschreiben waren, wurden schon im Juni 1945 Buchstaben eingeführt, um die Geschwader zu unterscheiden. CVG-3 wurde der Buchstabe „K“ zugewiesen. 1957 wurden die einzelnen Buchstaben durch doppelte ersetzt. Im Allgemeinen haben die Geschwader der Atlantikflotte als ersten Buchstaben ein „A“, die der Pazifikflotte ein „N“. Das Carrier Air Wing Three trägt die Leitwerkskennung (Tailcode) AC.
Die einzelnen Staffeln des Geschwaders werden in 100ter-Schritten durchnummeriert. Jede Staffel besitzt ein sogenanntes CAG Bird, das offiziell dem Geschwaderkommandeur (Commander, Air Group (CAG)) zugeordnet ist, jedoch in der Regel nicht von diesem geflogen wird. Die CAG Birds eines Carrier Air Wings erkennt man an den auf „00“ endenden taktischen Nummern, die auch als „Modex“ bezeichnet werden.

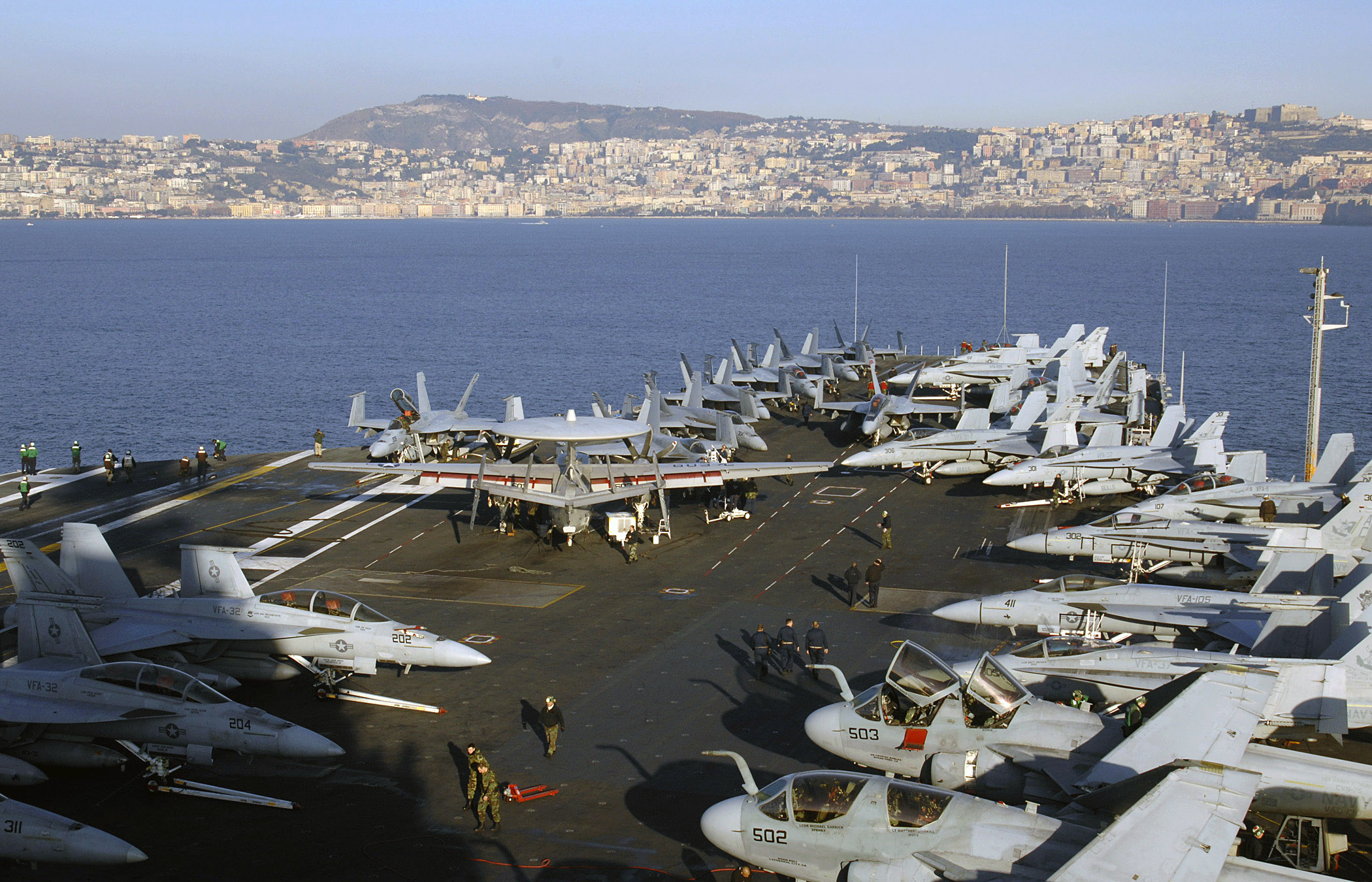
CVW-3 an Deck der USS Harry S. Truman im November 2007

Dem Carrier Air Wing Three (CVW-3) gehören aktuell (Mai 2024, USS Dwight D. Eisenhower) folgende Staffeln an:
| Modex            | Staffel       | Flugzeugtyp                 | Spitzname          | Radio Callsign |
| ---------------- | ------------- | --------------------------- | ------------------ | -------------- |
| ab AC-100        | VFA-32        | Boeing F/A-18F Super Hornet | Fighting Swordsmen | Gypsy          |
| ab AC-200        | VFA-83        | Boeing F/A-18E Super Hornet | Rampagers          |                |
| ab AC-300        | VFA-131       | Boeing F/A-18E Super Hornet | Wildcats           |                |
| ab AC-400        | VFA-105       | Boeing F/A-18E Super Hornet | Gunslingers        | Canyon         |
| ab AC-500        | VAQ-130       | Boeing EA-18G Growler       | Zappers            | Zapper         |
| ab AC-600        | VAW-123       | Grumman E-2C Hawkeye 2000   | Srewtops           |                |
| ab AC-610        | HSC-7         | Sikorsky MH-60S Seahawk     | Dusty Dogs         | Shamrock       |
| ab AC-700        | HSM-74        | Sikorsky MH-60R Seahawk     | Swamp Foxes        |                |
| xx (2 Flugzeuge) | VRC-40 Det. 3 | Grumman C-2A Greyhound      | Rawhides           | Rawhide        |